# Auguste-Joseph Jentreau
Auguste-Joseph Jentreau, francoski general, * 1883, † 1950.